# 陳慶瑋
陳慶瑋，生於香港，現役香港精英體育舞蹈運動員。現役香港體育學院精英運動員，歷年來獲獎無數，並多次於各大型世界錦標賽及運動會中取得歷史性獎牌及打破成績紀錄，先後分別於英國、加拿大、美國、德國、義大利、西班牙、奧地利、新加坡、馬來西亞、中國等地參賽、演出及深造。
曾於2011年歐洲兩站世界系列賽中唯一一對進入決賽的亞洲選手，近年亦為香港體育舞蹈界歷史性贏得首面大型運動會金牌，並於體育舞蹈界最大型賽事 「黑池舞蹈節」中擊敗多國強手勇奪職業新星前12名。此外，多次於亞洲錦賽以及世界公開賽打破香港最優秀的成績紀錄，名列前茅。

## 曾獲獎項
連續10年香港體育舞蹈排名賽冠軍 

英國黑池舞蹈節職業新星前12名

英國世界公開賽職業新星第6名

黑池歐洲職業錦標賽決賽選手
五屆WDSF亞洲體育舞蹈專項錦標賽金,銀牌得主

2017 亞洲室內運動會銀牌得主

2014 歐洲格蘭披治甲組五項冠軍 

2013 韓國仁川亞洲室內運動會金牌得主

2013 天津東亞運動會銀牌得主

2013 WDC杭州世界杯亞洲拉丁舞五項全能冠軍

2012 WDC世界杯青年組亞軍 

2011 WDC世界系列賽 荷蘭、法國站 銅牌得主

## 曾獲資歷
ISTD 英國皇家舞蹈教師協會教師 (最優級)